# سعید امانی

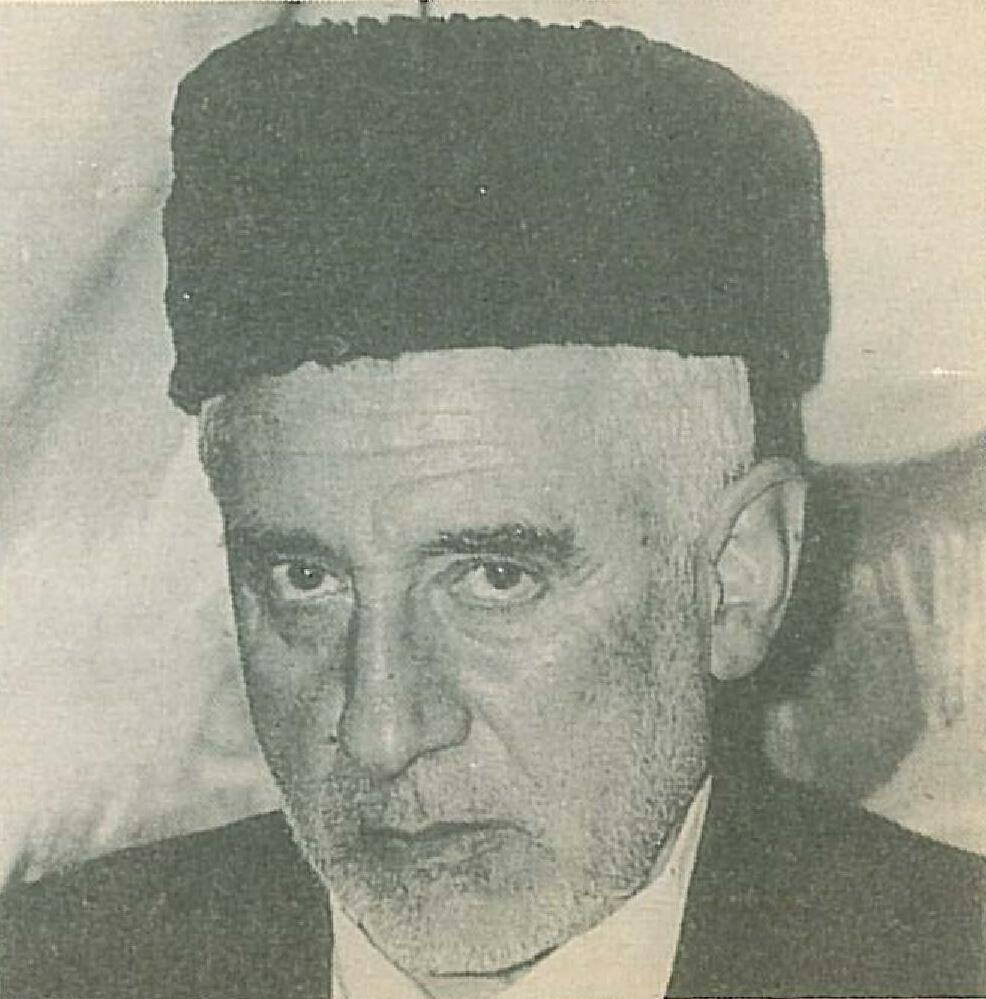
سعید امانی همدانی - تبلیغ انتخاباتی مجلس اول

سعید امانی همدانی فرزند احمد متولد ۱۲۹۴ تهران درگذشت ۳۰ بهمن ۱۳۸۰، نماینده دوره‌های اول و دوم مجلس شورای اسلامی حوزه انتخابیه تهران (تهران) بوده‌است.
دوره اول مجلس شورای اسلامی تعداد آراء: ۱٬۸۵۹٬۴۶۳ درصد آراء: ۷۴٫۲۰
دوره دوم مجلس شورای اسلامی تعداد آراء: ۱٬۲۵۱٬۱۶۰ درصد آراء: ۴۲٫۳۰
برادر امانی با خواهر سید اسدالله لاجوردی ازدواج کرده‌است.